# Bazil G. Assan
Bazil G. Assan (n. 1860, București, Principatele Unite ale Moldovei și Țării Românești – d. 1918, Montreux, cantonul Vaud, Elveția) a fost un inginer și explorator român, membru al Societății geografice române, primul român care a efectuat o călătorie în jurul Pământului.
În 1897 a întreprins o călătorie în regiunile polare nordice, în Insula Urșilor și arhipelagul Svalbard, unde a făcut cercetări geologice și asupra florei și faunei. În 1899 a făcut o călătorie pe ruta Constantinopol – Alexandria – Ceylon – Nagasaki – Tokyo – Yokohama – San Francisco – New York – Londra, fiind astfel prima călătorie a unui român în jurul lumii.
A fost și deținătorul automobilului cu nr. 1 din București.